# Suddia
Suddia  es un género de plantas de la familia de las gramíneas o Poáceas  que comprende una única especie originaria de África:  Suddia sagittifolia.  

## Descripción
Comprende plantas perennes, erectas y rizomatosas, que alcanzan entre 1,6 y 3 metros de altura. Presenta un androceo con 4 estambres y un gineceo con tres estigmas, plumosos o —más generalmente— pubescentes. La inflorescencia es una panoja.